# Gornja Rečica
Gornja Rečica (cyr. Горња Речица) – wieś w Serbii, w okręgu toplickim, w mieście Prokuplje. W 2011 roku liczyła 104 mieszkańców.